# مشروع روزيتا
مشروع روزيتا هو تحالف عالمي من المتخصصين في اللغة والناطقين باللغات الأمّ للعمل على تطوير نسخة معاصرة من حجر الرشيد التاريخي الذي استمر بين 2000 و1200 بعد الميلاد؛ بإدارة مؤسسة Long Now Foundation. يهدف المشروع إلى دراسة معمقة وأرشفة شبه دائمة لـ 1500 لغة. بعض هذه اللغات بقي أقل من ألف متحدث بها. اللغات الأخرى في طريقها إلى الزوال بسبب السياسة اللغوية القائمة على تحديد لغة رسمية للبلد وهذا يزيد من انتشار اللغات الرئيسية التي تُستخدم كوسيلة للتعليم في المدارس العامة ووسائل الإعلام الوطنية. (على سبيل المثال، تزاحم لغة توك بيسين «ببطء» اللغات الأخرى في بابوا غينيا الجديدة.)  الهدف من المشروع هو إنشاء منصة فريدة لعلوم اللسانيات المقارنة للتعليم وإجراء الأبحاث، بالإضافة إلى أداة لغوية فعالة قد تساعد في استعادة أو تنشيط اللغات الزائلة في المستقبل.
المشروع يؤسس أرشيف واسع للغات من خلال إسهامات مفتوحة، عملية مراجعة مفتوحة مشابهة للاستراتيجية التي أسست قاموس أكسفورد الإنجليزي. الأرشيف النهائي سيكون متاحاً في ثلاثة أشكال: قرص عالي الوضوح من النيكل قطره ثلاثة إنشات (7.62 سم) عليه حفر متناهي الصغر وبصلاحية 2,000 سنة للاستخدام; مرجع ضخم من مجلد واحد وأرشيف إلكتروني متنامي.

## مفهوم

خمسون إلى تسعون في المئة من لغات العالم (باللون الأحمر) من المتوقع أن تختفي بحلول القرن القادم.

بحلول القرن القادم، من المتوقع اختفاء خمسين إلى تسعين في المئة من لغات العالم. العديد من هذه اللغات موثقة بشكل بسيط أو غير موثقة على الإطلاق. [بحاجة لمصدر] الكثير من الشرح اللغوي، خصوصاً اللغات التي ينطق بها أعداد قليلة، ستبقى مهمشة في إطار أبحاث شخصية أو مؤرشفة بشكل ضعيف في أماكن غير ممولة.
كجزء من الجهود المبذولة للحفاظ على إرث تنوع اللغات واللسانيات، تسهم مؤسسة Long Now Foundation بالتخطيط لإجراء دراسة إلكترونية واسعة وأرشفة شبه دائمة ل1,500 لغة من حوالي 7,000 لغة إنسانية.
المشروع له ثلاثة أهداف متداخلة:
1. إنشاء منصّة غير مسبوقة للتعليم والبحث في مجال اللسانيات المقارنة.
2. تطوير أداة تعليمية فعالة وتوزيعها على نطاق واسع والتي من الممكن أن تساعد في استعادة اللغات المفقودة والمغيبة في المستقبل.
3. تقديم أداة فنية تعرض التنوع الهائل للغات الإنسانية بالإضافة إلى المخاطر الحقيقية التي تهدّد هذا التنوع.

مجموعة اللغات ال1,500 تتوسع على بنية مماثلة لفلسفة حجر الرشيد من خلال أرشفة عشر مكونات لكل لغة من اللغات ال1,500 المختارة.
الهدف هو وجود مصدر مفتوح للسانيات «لينكس اللغويات»، منحة إلكترونية تعتمد على جهود تعاونية من الاختصاصيين والمساهمين من آلاف الأكاديميين والمتحدثين الأصيلين باللغات الأمّ. المشروع ينظّم أرشيف رسمي لمجموعات الباحثين في جامعات ستانفورد، يال، بيركلي، مكتبة الكونغرس الأمريكي، المعهد الأمريكي الصيفي للغويات (مكاتبهم في دالاس).
سيكون أرشيف مشروع روزيتا متاحاً للجميع في وسائط من ثلاثة أشكال:
1. أرشيف مجاني ينمو باستمرار، متاح أيضاً على أقراص DVD؛ [4]
2. مرجع ضخم من مجلد واحد؛   [ بحاجة لمصدر ]
3. قر[ بحاجة لمصدر ]ص صغير صالح للاستخدام لأطول فترة ممكنة.

تم الانتهاء من «النسخة 1.0» من قرص روزيتا عالي الوضوح في الثالث من نوفمبر 2008. يحتوي القرص على 13,000 صفحة من المعلومات باستخدام 1,500 لغة، والتي يمكن قرائتها بعد تكبيرها 650 مرة باستخدام ميكروسكوب.
في أوائل عام 2017، تم إصدار قرص روزيتا قابل للارتداء. تم تطوير القرص باستخدام عملية تصنيع مشابهة للنسخة الأولى منه، الفرق الرئيسي هو أن قطر الأرشيف النهائي يبلغ 2 سم، وهذا يمكن من ارتدائه كزينة للجسم. إحدى الجهات تقدم تعليمات بثماني لغات مختلفة ونصوص (إندونيسية، أنجليزية، هندية، مندرين، عربية حديثة، إسبانية، سواحيلية وروسية)، والأخرى أرشيف لأكثر من 1000 لغة إنسانية تم جمعها في 2016. بحلول نوفمبر 2017، بيعت كل النسخ المبدئية التي تتكون من 100 قرص، ولكن ستكون إصدارات أخرى متاحة.

## روابط خارجية
- الموقع الرسمي
- دان فاربر، «مشروع روزيتا: إنقاذ اللغات» ، ZDNet 25 مايو 2005 نسخة مؤرشفة
- فيلم مشروع رشيد
- Rosetta Project